# Sit pàl·lid
El sit pàl·lid o sit de les planes (Spizella pallida) és una espècie d'ocell passeriforme de la família dels passerèl·lids. Nia al Canadà i als Estats Units i hiverna a Mèxic. És casual a Centreamèrica i les Antilles.

## Descripció
Aquesta espècie, igual que les altres espècies del seu gènere, és de color marró llistat a les parts dorsals i color grisenc a les ventrals, amb bec i potes color carn. Es distingeix per tenir el carpó color camussa sense franges. El pili és color cafè, amb ratlles fosques amb una línia grisenca que la divideix longitudinalment per la meitat. Té un pegat auricular i un "bigoti" a la part de la gola, tots dos color cafè fosc vorejats amb la part davantera pàl·lida. Les ales i la cua són de color marró fosc i hi ha dues franges pàl·lides a les ales. Les parts dorsals són marró grisenc, virant a blanc.
És molt semblant al plomatge bàsic del sit cellablanc, però es distingeix per ser més pàl·lid, pel pegat auricular, el bigoti, i sobretot pel carpó.
A l'hivern són semblants tot i que de colors més clars.

## Hàbitat i Distribució
Habita a l'oest de Canadà i al nord i centre dels Estats Units.
A l'hivern migra al sud de la península de Baixa Califòrnia, al sud de Texas i a gran part de Mèxic, des dels estats del nord fins a Oaxaca. Ha estat registrat ocasionalment a Veracruz, Chiapas, la península de Yucatán, Guatemala i les Antilles. Prefereix pastures i camps de cultiu àrids i semiàrids, també deserts amb arbustos i en parcs. S'alimenta de llavors i insectes, buscant aliment a terra o sobre els arbustos. Sol formar grups.

## Nidificació
Els nius d'aquest ocell estan fets d'herbes i folrats amb materials fins o pèl. Es posen de tres a cinc ous que tenen taques de color blau verd i s'incuben durant 11 dies. Sovint són parasitats pel vaquer capbrú el que provoca que el niu pugui ser abandonat quan això succeeix.

## Cant
El cant és una sèrie de tres o quatre brunzits greus: «bzzzz, bzzzz, bzzzz».